# Gurguit Barbtruc
Gurguit Barbtruc o Gurguint Barbtruc (in gallese Gwrgant Varf Drwch; fl. IV secolo a.C.) fu un leggendario sovrano della Britannia, menzionato da Goffredo di Monmouth nella sua Historia Regum Britanniae.
Era figlio di Belino e viene considerato colui che fondò una patria sicura per gli irlandesi.
Gurguit fu un sovrano pacifico, come suo padre e suo nonno prima di lui. Tuttavia, quando il re danese si rifiutò di pagare il tributo, Gurguit veleggiò verso la Danimarca, la invase e uccise il sovrano, assoggettando in questo modo il paese.
Durante il viaggio di ritorno incontrò una flotta di 30 navi, con uomini e donne, detti Basclenses (irlandesi), guidata da Partholoim. Costoro erano stati esiliati dalla Spagna e andavano errando in cerca di una nuova terra dove stabilirsi. Gurguit non gli permise di insediarsi in Britannia, ma diede loro l'isola d'Irlanda, che fino a quel momento era disabitata.
Una volta morto, Gurguit fu sepolto a Caerleon. A lui successe Guithelin.